# Бои за Пинск (1919)
Бои за Пинск (польск. Bitwa pod Pińskiem) — бои между польскими войсками и частями Красной Армии, происходившие в феврале — марте 1919 года во время советско-польской войны.

## Перед боями
В феврале 1919 года польские войска, занимавшие территорию на востоке, вступили в боевое соприкосновение с частями Красной Армии. В конце второй декады февраля 1919 года ситуация на польско-советском фронте была следующей: на линии Владимир-Волыньский — Ковель стояла группа генерала Рыдз-Смиглы. Группа генерала Листовского была сосредоточена в районе Бреста и обеспечивала линию Кобрин — Пружаны. Она имела передовые подразделения в Мокранах, Кобрине и Пружанах. Группа генерала Ивашкевича была сосредоточена в Волковыске, а передовые части — на реке Зельвянке и в Мостах. Немецкие войска, которые должны были покинуть эту территорию по Компьенскому перемирию, все еще стояли восточнее и севернее Гродно. В то время численность польских войск на востоке не превышала 12 батальонов, 12 эскадронов и 3 артиллерийских батарей. Их число составляло примерно 500 офицеров и 7000 рядовых.
На пинском направлении польским войскам противостояла советская 17-я стрелковая дивизия (начдив Г. М. Борзинский) силами 151-го и 152-го стрелковых полков в районе Пинска и 148-го стрелкового полка в районе Янова (современный Иваново) и частей 2-го стрелкового полка, имея поддержку двух артиллерийских батарей и бронепоезда.

## Наступление
27 февраля польские войска перешли в наступление. После мелких стычек с отступающим противником был захвачен Дрогичин, затем 3 марта — Янов, где было взято 20 пленных. Отряд майора Домбровского (420 солдат) в ночь с 27 на 28 февраля захватил Коссово, 1 марта — Хомск и установил связь с войсками в Янове. Домбровский должен был обойти Пинск с востока в сторону Халево и отрезать пути отхода обороняющимся, а группа «Кобрин» майора Нарбутт-Лучиньского должна была двигаться по железнодорожным путям прямо на Пинск. Повреждение железнодорожного пути означало, что поляки были лишены возможности поддержки пехоты действовавшим в этом районе бронепоездом.
5 марта около 11 часов утра польские войска начали штурм Пинска. Главная колонна атаковала с севера. Была атакована железнодорожная станция, а Русская офицерская команда атаковала в сторону двора (предместья) Гай. Во время трёхчасового боя польская пехота несколько раз атаковала в штыки. Около 14 часов Пинск был захвачен, и войска Красной Армии, чтобы избежать окружения, быстро отошли на южный берег реки Пины. Измученная форсированным маршем польская пехота не могла угнаться за быстро отступающим противником. Кавалерии майора Домбровского также не удалось отрезать отступление красноармейцев.

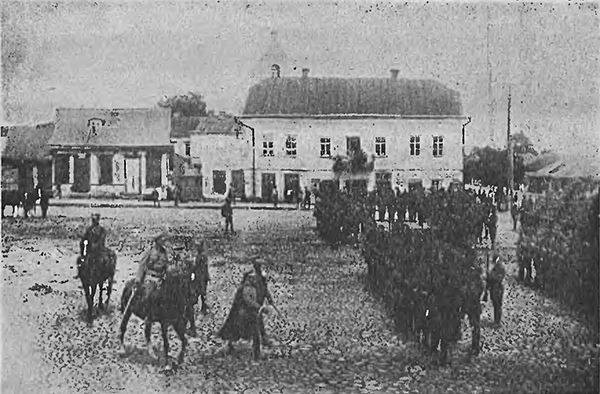
Польские войска в Пинске. Лето 1919 г.

## Результаты
Наступление на Пинск стало первым крупным сражением польских войск на польско-советском фронте. Взятие Пинска помешало советскому командованию осуществить запланированное наступление на Брест. Потери поляков составили трое убитых и десять раненых. Пятьдесят человек были взяты в плен, захвачены два станковых пулемета, один локомотив и двести железнодорожных вагонов, понтонная колонна и военные склады.